# Městské lázně – Aquacentrum Hradec Králové
Městské lázně – Aquacentrum Hradec Králové je současný název komplexu městských lázní v Hradci Králové. Zahrnuje městské lázně rekonstruované na „aquapark“, které jsou propojené s 50 m plaveckým bazénem.
Lázně byly poprvé otevřeny již roku 1933 a jejich budova je dnes památkově chráněna.

## Historie

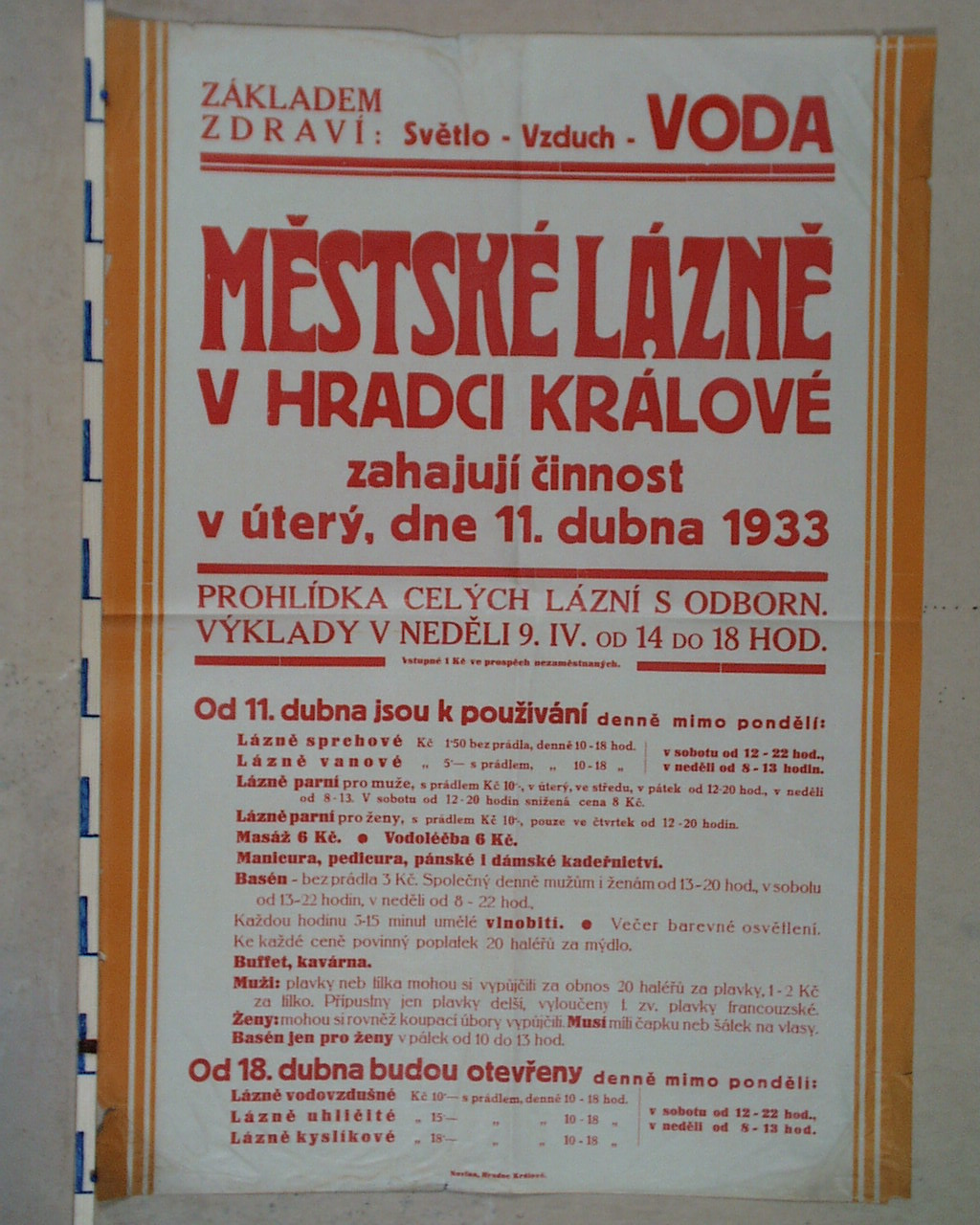
Plakát ke slavnostnímu otevření lázní v dubnu 1933

### 1933 – Městské lázně
Lázně byly slavnostně otevřeny 9. dubna 1933. Budova lázní byla postavena podle návrhu architekta Oldřicha Lisky firmou Václav a František Capouškové a stála tehdejších 55 milionů Kč.
Hala plovárny měla rozměry 39 × 16,8 × 7 m a obsahovala 30 m dlouhý a 12 m široký bazén, jehož mělčí část byla vyhrazena pro koupání dětí a zbytek v délce 25 m a hloubce až čtyři metry byl používán pro plavecké závody, vodní polo a skoky do vody.
Bazén disponoval umělým vlnobitím vytvářeným elektromotorovým strojem o hmotnosti 1000 kg a výkonu 59 kW, který byl na zakázku vyroben firmou Kolben a Daněk a nainstalován již roku 1932.
Šatny měly kapacitu 74 kabin pro muže a 74 kabin pro ženy. V budově se nacházely též parní, vanové a sprchové lázně, místnost pro masáž a odpočívárna s 20 lůžky.

### 1993 – Plavecký bazén
V září 1993 byl vedle lázní otevřen 50 m plavecký bazén. Od té doby byly původní lázně uzavřeny a procházely rozsáhlou rekonstrukcí.

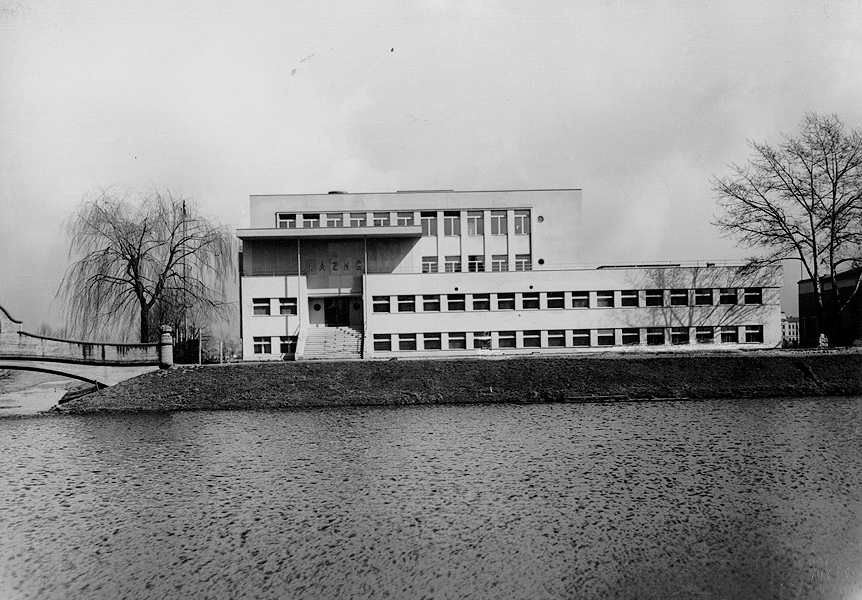
Stav budovy v roce 1936

### 1998 – Aquacentrum
Prostor původních městských lázní byl rekonstruován na moderní multifunkční „aquacentrum“, které bylo otevřeno 10. listopadu 1998. Rekonstrukci financovalo město Hradec Králové částkou 140 mil. Kč, autorem projektu byla firma h-projekt Praha Ing. Petra Hruschky a Ing. arch. Miloše Mlejnka. Vzhledem k tomu, že je budova Městských lázní památkově chráněna, bylo třeba při rekonstrukci zachovat její původní vzhled. Aquacentrum je s plaveckým bazénem propojeno chodbou a mezi oběma objekty tak lze přecházet.

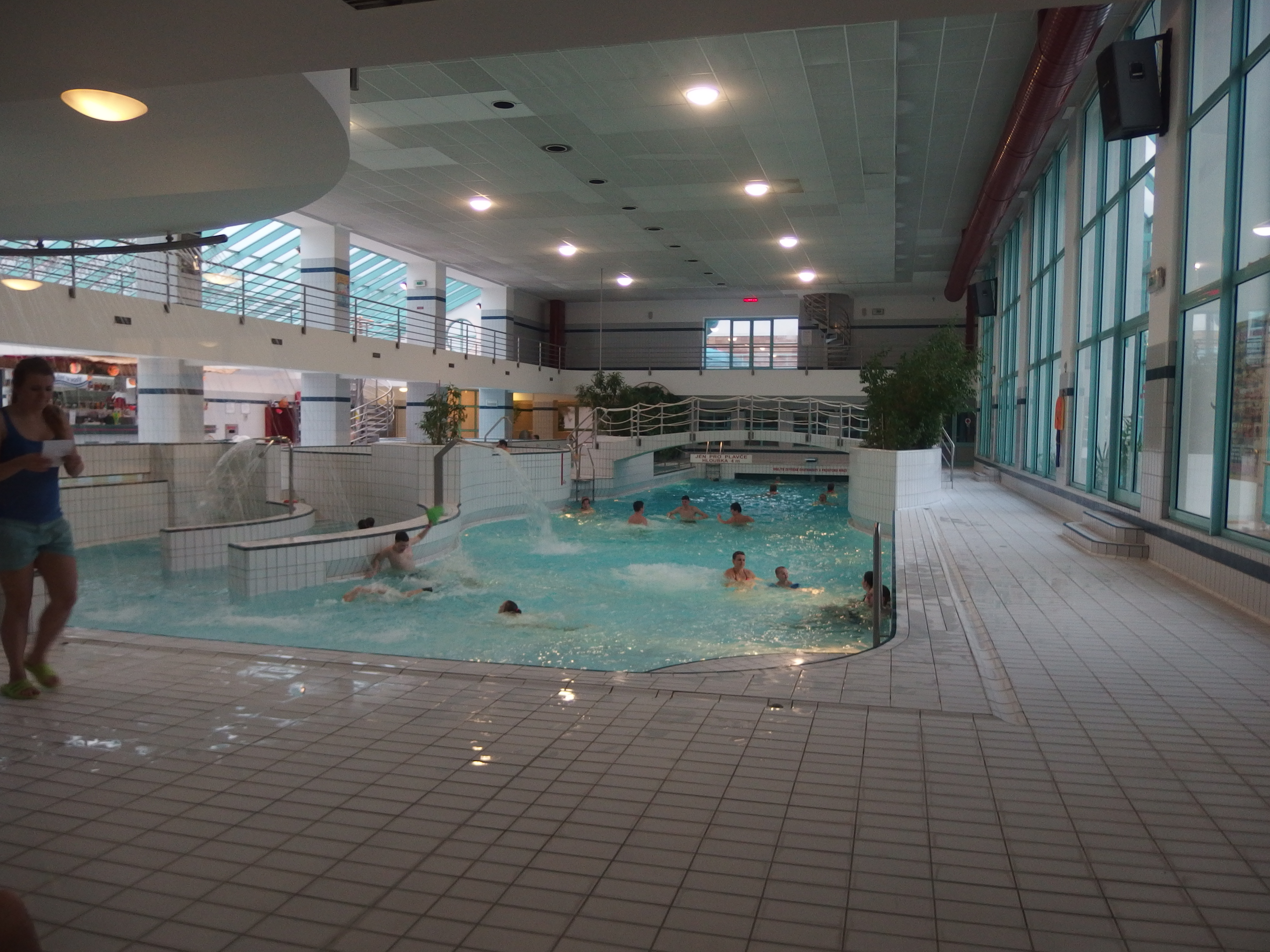
Interiér akvaparku, stav 2015

Kromě původního bazénu s vlnobitím dnes královéhradecké aquacentrum nabízí 82 m dlouhý tobogán se světelnými efekty, dětský bazén s umělou říčkou a skluzavkou, kruhový bazén s perličkovými lůžky, bazén s podvodními masážemi, 37 °C teplý vířivý bazén, vodní masážní lůžko, venkovní terasu, parní kabiny, saunu s venkovním atriem, bar u vody, dětský koutek, restauraci, solárium a kosmetické služby – manikúru, pedikúru, kadeřnictví a masáže. V prostoru lázní se lze též ubytovat a využívat služeb bezplatného Wi-Fi připojení k internetu.

## Zajímavosti

### Stroj na vlnobití
Unikátní součástí současného aquacentra je původní zrekonstruovaný stroj na umělé vlnobití, který si lze prohlédnout skrz prosklenou stěnu uvnitř bazénové haly. Vlnobití je pouštěno dvakrát za hodinu, pokaždé na pět minut. Důvodem tohoto omezení je, že stroj funguje na principu stlačeného oleje, který se po chvíli zpění a dále by neplnil svoji funkci. V současnosti stroj nadále funguje a hlavními náklady na údržbu je výměna oleje jednou za deset let. Stroj je jinak kromě nové nádoby na olej původní. 

#### Historie
Oldřich Liska ve Vídni studoval stroj pro tvorbu vlnobití a tuto myšlenku zrealizoval právě tady v městských lázních. Přestože komise pro stavbu lázní ohodnotila tento nápad za závadný a nemožný, investor stavby, Spořitelna královéhradecká, na tento posudek nedbala a nechala ho zrealizovat. V té době se jednalo o evropskou raritu.
Po rekonstrukci v devadesátých letech byl bazén zkrácen na polovinu a s ním je i vlnobití poloviční. 